# WatchOS
watchOS (prije Watch OS) operacijski je sustav koji se koristi Apple Watchom, Appleovim pametnim satom. Temelji se na iOS-u s kojim dijeli mnoge mogućnosti. WatchOS je predstavljen zajedno s Apple Watchom 9. rujna 2014.
watchOS trenutno dolazi isključivo predinstaliran u nizu pametnih satova Apple Watch.

## Sučelje
Početni zaslon naziva se Carousel (Vrtuljak) i sastoji se od kružnih ikona aplikacija koje se mogu približiti (zoom) pomoću kotačića na desnoj strani Apple Watcha - tzv. digitalne krune (Digital Crown). Inačice starije od watchOS-a 3.0 prikazuje sažetke i obavijesti najkorištenijih aplikacija na takozvanim prikazima Glance, kojima se pristupa potezom prema gore od donjega ruba zaslona Apple Watcha. U 3. inačici watchOS-a, Glance prikazi zamijenjeni su Kontrolnim centrom i Dockom.

## Inačice

### watchOS 1.x
Inačica 1.0 prva je komercijalno dostupna inačica watchOS-a koja je dolazila predinstalirana na Apple Watchu. Dolazi s 9 predinstaliranih lica sata (eng. watchface).

Dolazi i sa sljedećim predinstaliranim aplikacijama:
- Aktivnost
- Kalendar
- Karte
- Štoperica
- Odbrojavanje
- Svjetski sat
- Fotografije
- Glazba
- Siri
- Passbook
- Alarm
- Postavke
- Apple TV
- iTunes
- Stocks
- Workout
- Vrijeme
- Remote Camera

Inačica 1.0.1 dostupna je od 19. svibnja 2015. Donosi poboljšanja izvedbi Siri asistentice, aplikacija trećih strana, mjerenja potrošenih kalorija i dr. Inačica 1.0.1 podržava prikaz novih emotikona.

Dodana je podrška za sljedeće jezike:
- portugalski (brazilski),
- danski,
- nizozemski,
- švedski,
- ruski,
- tajski i
- turski.

### watchOS 2.x
WatchOS 2.0 donosi nove mogućnosti kao što su Nightstand Mode, nova lica sata i podrška za emotikone. Poboljšana je Siri, aplikacije Aktivnost i Workout, Apple Pay, Wallet, Karte, Glazba, i sl. Dodana je podrška za engleski (Indija), finski, indonezijski, norveški i poljski jezik.
Sljedeća inačica, 2.0.1, donosi nove emotikone, poboljšanje izvedbi i dodatne ispravke programskih pogrešaka.
U inačici 2.1 dodana je podrška za arapski, češki, grčki, hebrejski, mađarski, malajski, portugalski (Portugal) i vijetnamski. Neke od dodanih mogućnosti i ispravaka pogrešaka su:
- Siri na arapskome,
- podrška za pisma koja se pišu s desna na lijevo,
- podrška za hebrejski i islamski kalendar,
- pouzdaniji kalendar,
- pouzdanije prikazivanje vremena u štednom načinu rada (power reserve mode),
- i sl.

Inačicom 2.2 uveden je lakši proces prebacivanja između više Apple Watcha na iOS 9.3 uređajima, a moguće je i upariti više Apple Watcha s jednim iPhoneom. Poboljšana je i aplikacija Karte.
Inačice 2.2.1 i 2.2.2 manje su nadogradnje koje donose općenita poboljšanja stabilnosti i izvedbi.

### watchOS 3.x
WatchOS 3.0 prva je inačica temeljena na iOS-u 10. Neke od novih značajki su:
- Kontrolni centar - brzi pristup često korištenim postavkama[10],
- Dock - dodan je dock u kojem se može nalaziti do 10 aplikacija koje će raditi u pozadini za brzi pristup[11],
- novi Watch Facei koji se mogu izmjenjivati prelaskom prsta s jedne strane zaslona na drugu,
- nove mogućnosti u praćenju položaja i aktivnosti korisnika,
- poboljšano praćenje aktivnosti korisnika u invalidskim kolicima,
- dodana podrška za najnoviju aplikaciju za razmjenu poruka predstavljenu u iOS-u 10,
- dodana podrška za glavnu aplikaciju (Home) koja služi kao centralizirano mjesto za upravljanje svim HomeKit dodatcima,
- SOS - držanjem bočne tipke aktivira se hitni poziv,
- otključavanje Appleovih Mac računala.

Inačica 3.1 donosi općenita poboljšanja stabilnosti i performansi, te poboljšanja u aplikaciji za razmjenu poruka.

### Pregled inačica
Prva komercijalno dostupna inačica

     Najnovija stabilna inačica
| Inačica watchOS-a | Međuinačica (build) | Bazirano na inačici iOS-a | Datum izlaska       |
| ----------------- | ------------------- | ------------------------- | ------------------- |
| watchOS 1.x       |                     |                           |                     |
| 1.0               | 12S507              | 8.2                       | 24. travnja 2015.   |
| 1.0.1             | 12S632              | 8.2.1                     | 19. svibnja 2015.   |
| watchOS 2.x       |                     |                           |                     |
| 2.0               | 13S344              | 9.0                       | 21. rujna 2015.     |
| 2.0.1             | 13S428              | 9.1                       | 21. listopada 2015. |
| 2.1               | 13S661              | 9.2                       | 8. prosinca 2015.   |
| 2.2               | 13V144              | 9.3                       | 21. ožujka 2016.    |
| 2.2.1             | 13V420              | 9.3.2                     | 16. svibnja 2016.   |
| 2.2.2             | 13V604              | 9.3.3                     | 18. srpnja 2016.    |
| watchOS 3.x       |                     |                           |                     |
| 3.0               | 14S326              | 10                        | 13. rujna 2016.     |
| 3.1               | 14S471              | 10.1                      | 24. listopada 2016. |
| 3.1.1             | 14S883              | 10.2                      | 12. prosinca 2016.  |
| 3.1.3             | 14S960              | 10.2.1                    | 23. siječnja 2017.  |
| 3.2               | 14V249              | 10.3                      | 27. ožujka 2017.    |
| 3.2.2             | 14V485              | 10.3.2                    | 15. svibnja 2017.   |
| 3.2.3             | 14V753              | 10.3.3                    | 19. srpnja 2017.    |
| watchOS 4.x       |                     |                           |                     |
| 4.0               | 15R372              | 11.0                      | 19. rujna 2017.     |
| 4.0.1             | 15R654              | 11.0                      | 4. listopada 2017.  |
| 4.1               | 15R846              | 11.1                      | 31. listopada 2017. |
| 4.2               | 15S102              | 11.2                      | 5. prosinca 2017.   |
| 4.2.2             | 15S542              | 11.2                      | 23. siječnja 2018.  |
| 4.2.3             | 15S600b             | 11.2                      | 19. veljače 2018.   |
| 4.3               | 15T212              | 11.3                      | 29. ožujka 2018.    |
| 4.3.1             | 15T567              | 11.4                      | 29. svibnja 2018.   |
| 4.3.2             | 15U70               | 11.4.1                    | 9. srpnja 2018.     |
| watchOS 5.x       |                     |                           |                     |
| 5.0               | 16R364              | 12.0                      | 17. rujna 2018.     |
| 5.0.1             | 16R381/16R382       | 12.0                      | 27. rujna 2018.     |
| 5.1               | 16R591              | 12.1                      | 30. listopada 2018. |
| 5.1.1             | 16R600              | 12.1                      | 5. studenoga 2018.  |
| 5.1.2             | 16S46               | 12.1.1                    | 6. prosinca 2018.   |
| 5.1.3             | 16S535              | 12.1.3                    | 22. siječnja 2019.  |